# Чезарини, Джулиано
Джулиано Чезарини (итал. Giuliano Cesarini; 1398, Рим — 10 ноября 1444, Варна) — итальянский кардинал, известный церковный дипломат.

## Биография
Чезарини происходил из знатного рода. Он обучался в Перудже, там же впоследствии преподавал римское право. После окончания Великого западного раскола и признания Мартина V единственным папой Чезарини вернулся в Рим и стал приближённым кардинала Бранды де Кастильони. В 1419 году Чезарини сопровождал Кастильони во время поездки в Германию и Богемию, где гуситы перешли к открытому восстанию.
В 1426 году Мартин V назначил Чезарини кардиналом и направил его в Германию для борьбы с гуситами. После крупного поражения антигуситских сил при Домажлице Чезарини председательствовал на Базельском соборе и успешно противостоял попыткам папы Евгения IV его распустить, однако в 1437 году Чезарини покинул ряды оппозиции, осознав, что вся её деятельность сводится к борьбе с папой вместо попыток провести реформы. После переезда собора в Феррару Чезарини был назначен главой комиссии по переговорам с гуситами. В 1439 году из-за разгоревшейся чумы собор переехал во Флоренцию, где Чезарини играл важную роль в переговорах с представителями восточных церквей.
В 1443 году кардинал Чезарини в качестве папского легата был направлен в Венгрию для организации крестового похода против Османской империи. Ему удалось убедить Владислава, короля Венгрии и Польши, разорвать мирный договор с турецким султаном Мурадом II и возобновить войну. Этот крестовый поход закончился разгромным поражением христианской армии под Варной в 1444 году. Кардинал Чезарини был убит в том сражении.